# Clorhidrat
En química, un clorhidrat o hidroclorur, és una sal que resulta de la reacció d'àcid clorhídric amb una base orgànica, com ara una amina. Per exemple, la reacció de la piridina C5H5N amb àcid clorhídric HCl(aq) forma el clorur de piridin-1-í (nom recomanat per la IUPAC o els noms no recomanats clorhidrat de piridina i hidroclorur de piridina, amb fórmula molecular C5H5NH+Cl–.

## Usos

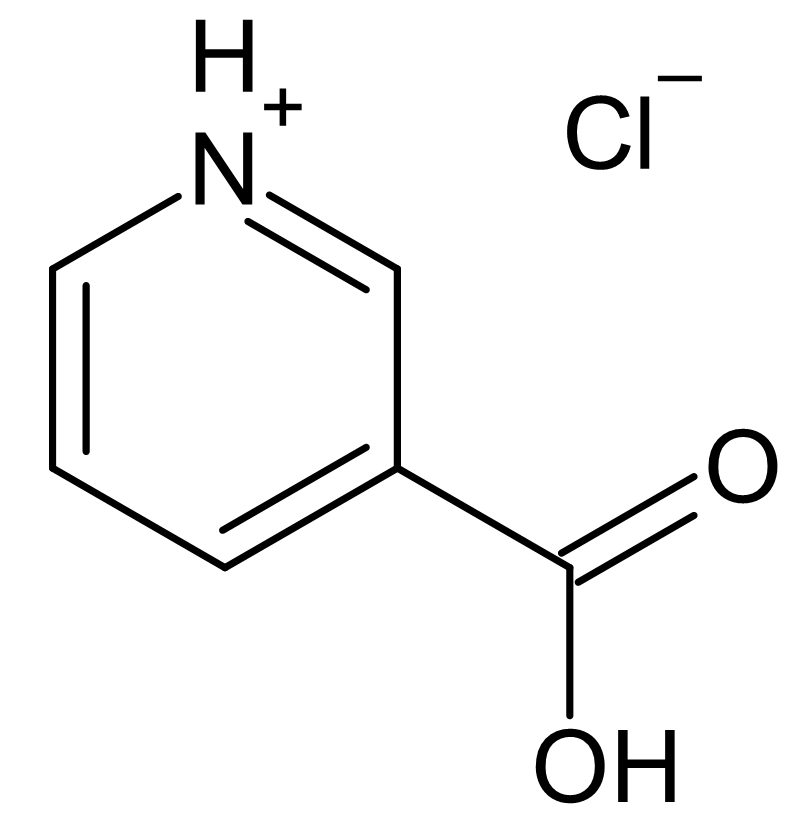
Clorhidrat de niacina.

Els clorhidrats són compostos típics de la indústria farmacèutica. Convertint amines insolubles en clorhidrats és una manera habitual de fer-los solubles en aigua. Aquesta característica és particularment desitjable per a substàncies utilitzades en medicaments. Les llistes europees de fàrmacs contenen més de 200 clorhidrats com a ingredients actius. Aquests clorhidrats, comparats amb les corresponents bases lliures, són més fàcilment dissolts dins l'aparell digestiu i poden ser més ràpidament absorbits pel torrent sanguini. A més, molts clorhidrats d'amines tenen una data de caducitat més llarga que les seves bases lliures respectives.